# 長體大魣蜥魚
長體大魣蜥魚（学名：Macroparalepis macrogeneion）為輻鰭魚綱仙女魚目帆蜥魚亞目魣蜥魚科的一種，分布於南大西洋南美洲至南非、印度西太平洋及東南太平洋智利海域，為深海魚類，深度可達260公尺，體長可達42公分，棲息在中層水域，生活習性不明。